# Banū

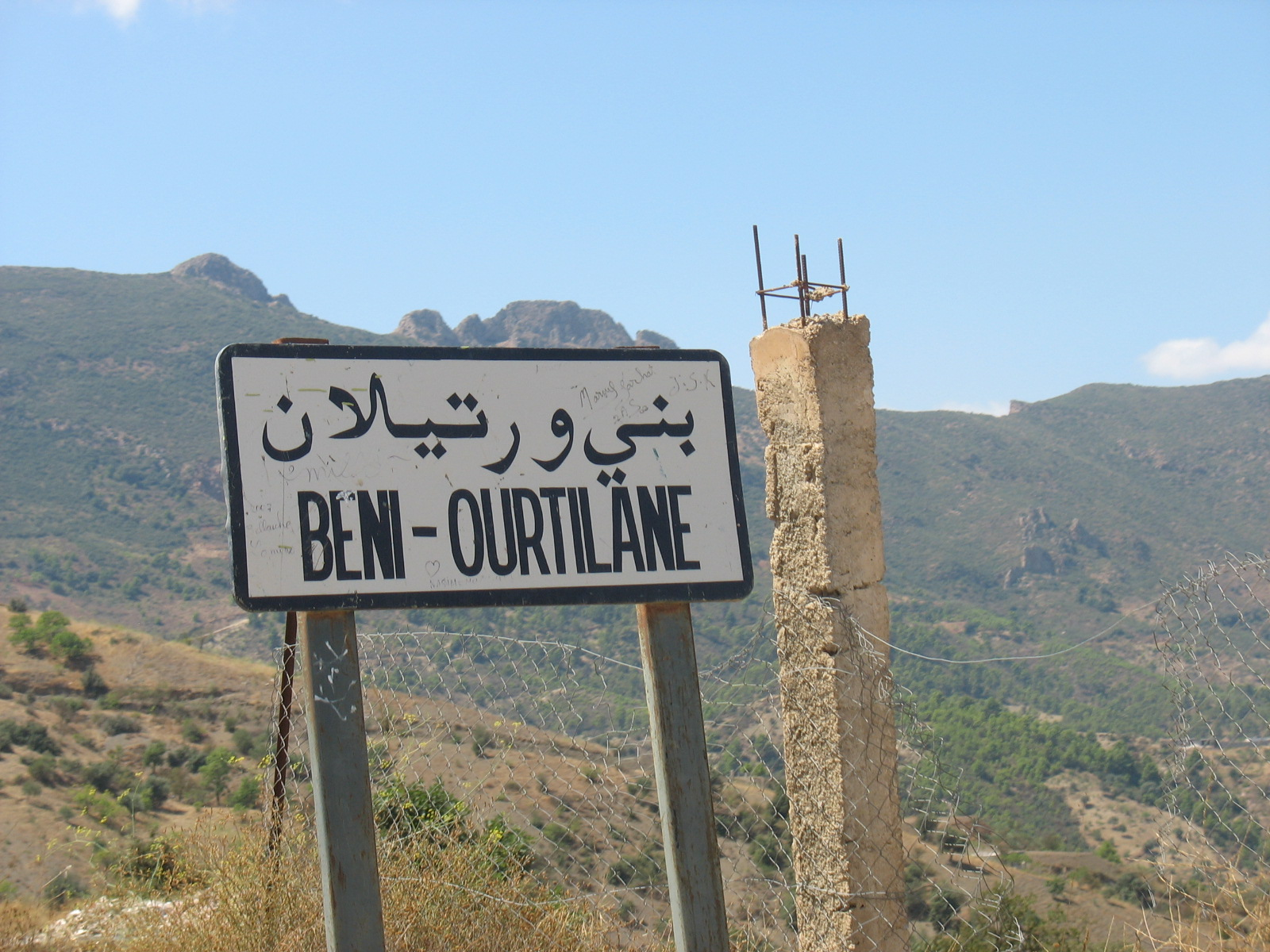
Señal bilingüe en la entrada a Beni Uertilán: بنى ورثيلان (en árabe) Beni Ourtilane (en francés)

Banū (en árabe, بنو), benī o banī (بني) es un término común en el mundo árabe que quiere decir «los hijos de» o «descendientes de». Se usa en toponimia y patronimia y va seguido del nombre del progenitor masculino que fundó el clan o tribu. Ejemplos son Banu Qasi, Bani Suheila, Banu Qurayza... Equivale al b'nei judío, al ait bereber, y al -ez español (como en, Fernández).
Otro ejemplo es la tribu árabe de la que proviene Mahoma, los coraichitas, que se autonominaban como Bani Quraysh.

## Gramática
Mientras que banu determina el caso nominativo, bani indica casos acusativo y genitivo. Debido a estas reglas gramaticales del árabe, la palabra a veces puede convertirse en bani dependiendo del contexto. Por ejemplo, se habla de «la lengua banu Kaab», pero que se «pertenece al bani Kaab». A veces es banis. Tanto Banu como Bani derivan de la misma raíz semítica que ibn o bin («hijo de»), y son su forma plural.
En textos ingleses a veces se encuentra como Banee, y en las transliteraciones francesas como Béni.

## Usos
«Bani Israel» es una denominación común árabe para referirse a los hijos de Israel (israelitas); además, un sura del Corán también se llama así, Bani Israel. El término es muy parecido al cognado hebreo: B'nei Yisrael' (בני ישראל) (también B'nai Yisrael, B'nei Yisroel o Bene Israel).
Aparte de las tribus, las personas también pueden tener este término en su nombre, por ejemplo, Fatima bint Hizam fue apodada Umm al-Banin, «madre de muchos hijos».
Otro uso es Banu Adam, que se refiere a todos los hijos de Adán, es decir, la Humanidad. Bani Adam (hijo de Adán) o Bint Adam (hija de Adán) se usa como un término para ser humano, especialmente cuando se recuerda o se exhorta a las personas a «actuar como seres humanos» (es decir, respetar las convenciones sociales de sentido común, las reglas de cortesía o de humanitarismo).
La sociedad árabe es una sociedad patrilineal. El linaje paterno se identifica con una buena o mala reputación. Todos los nombres fueron seguidos por Bin (masculino) o Bint (femenino) y el nombre del padre.
Como una forma de arabización, la palabra Beni a menudo se ha utilizado en nombres de lugares oficiales o nombres personales en lugar de nombres bereberes con Ait. Por ejemplo, Beni Yenni o Beni Urtilán son hoy en día los nombres administrativos de los distritos argelinos llamados At Yenni y Ayt Wartiran por sus habitantes.

## Toponimia

### Península ibérica
En la Península ibérica existen multitud de nombres de lugar que comienzan por Beni- o Bena-. Se aplicó a las localidades pobladas por moriscos, especialmente en el sur y el levante español. Algunos ejemplos son:
- Benacazón
- Benadalid
- Benahadux
- Benahavis
- Benalauría
- Benalmádena
- Benalúa
- Benalup
- Benamahoma
- Benamargosa
- Benamaurel
- Benamejí
- Benamocarra
- Benaocaz
- Benaoján
- Benarrabá
- Beniarbeig
- Beniardá
- Beniarrés
- Benicarló
- Benicàssim
- Benidoleig
- Benidorm
- Beniel
- Benifallín
- Benifató
- Benigànim
- Benigembla
- Benijófar
- Benilloba
- Benillup
- Benimantell
- Benimarfull
- Benimassot
- Benimeli
- Benisa
- Benitachell
- Vinalesa
- Vinaroz

### Islas Baleares
En las islas Baleares, a diferencia de como ocurre en la península, es más habitual el Bini, aunque se encuentran igualmente topónimos con el prefijo Beni. Por ejemplo:
- Mallorca: Binisalem, Biniali, Binibona, Biniaraix...
- Menorca: Binibèquer, Binisafúller...
- Ibiza: Benimussa (San José), Benirrás (San Miguel), Benimaimó (San Mateo)...

### Magreb
En Marruecos existió la región de Garb-Shrarda-Beni Hasen hasta 2015, momento en el que se integró a la región de Rabat-Salé-Kenitra. Hacía mención a la tribu marroquí llamada Beni Hsen, que puebla la zona. También existe la región de Beni Melal-Jenifra. En este caso se refiere a su capital, Beni Mellal (Ayt Mellal). Melal, que en amazig significa «blanco», se refiere a las montañas nevadas del Atlas que se sitúan frente a la ciudad. 
En el Magreb ocurre que muchos pueblos bereberes que comienzan por Ayt o Aït se tradujeron al árabe como Banu o Beni, en el proceso de arabización del Magreb. Por ejemplo: Beni Ensar (Ayt Nṣar), Beni Aziz (Aït Aziz), Beni Ziki (Ath Ziki), Beni Duala (Ait Duala)...

## Tribus conBanu
Algunas tribus que comienzan con Banu. Cabe decir que Banu se puede aplicar a la mayoría de clanes, aunque algunos «suelen» incluirlo y otros no. Por ejemplo, a los Omeyas (Umayyad), también se les llamaba Banu Umayyad.
- Banī Mazār
- Banī Ubayd
- Banu al-Aglab
- Banu Ashqilula
- Banu Di-l-Nun
- Banu Ganiya
- Banu Gómez
- Banu Harún
- Banu Háshim
- Banu Hilal
- Banu Hud
- Banu Jalaf
- Banu Kalb
- Banu Lam
- Banu Nadir
- Banu Qainuqa
- Banu Qurayza
- Banu Razín
- Banu Salama
- Banu Sulaym
- Banu Sumádih
- Banu Tuyib
- Beni Ifren